# Bai Yanhu
Bai Yanhu, Bo-yan-hu o Pai Yen-Hu conegut com a Muhammad Ayyub (Shensi, 1841 -1882) fou un cap rebel musulmà del nord de la Xina entre 1861 i 1878. Va néixer en una família ahung tradicional i el 1861 es va unir als rebels de la província i pels seus orígens i les seves capacitats aviat va esdevenir un dels 18 caps militars. La major part d'aquestos caps van morir en combat o van fugir i Bai Yanhu va acabar com a comandant en cap el 1869 i el 1870 va haver d'abandonar Shensi i posar-se al servei de Ma Hualong al Kansu, però quan aquesta va planejar rendir-se el va abandonar i es va apoderar de la regió de Hsi-Ning. D'allí fou expulsat per forces manxús dirigides pel general Tso Tsung T'ang el 1873, i es va retirar al Turquestan xinès i es va unir a Muhammad Yakub Beg al que va ajudar en la resistència a Jungària. Derrotats per Tso Tsung T'ang, Yakub Beg va morir a Kuria el maig de 1877 i l'estat de Kashghària es va enfonsar. Bai es va retirar a Kusha, a l'oest d'Aksu (Ush Turfan) i finalment a la vall del Naryn a Rússia. El 1879 Bai i els seus homes es van establir a Pishpek (moderna Bixkek) i Bai va morir allí el 22 de juliol de 1882 a causa d'alguna malaltia. Els seus homes formen la base de la minoria dungan a les antigues repúbliques soviètiques de l'Àsia central.